# ロルフ＝ディーター・アレンス
ロルフ＝ディーター・アレンス（Rolf-Dieter Arens, 1945年12月2日 - ）は、ドイツのピアノ奏者。
ジンヴァルト出身。５歳の頃からピアノを始め、1963年から1968年までライプツィヒ音楽院でハインツ・フォーグラーにピアノ、ルートヴィヒ・シュスターに室内楽を学んだ。その後ウィーンでパウル・バドゥラ＝スコダの下で２年間研鑽を積んだ。1970年から母校の音楽院とフランツ・リスト・ヴァイマル音楽大学のピアノ科で教鞭をとり、1986年からフランツ・リスト・ヴァイマル音楽大学の教授に昇格。2001年から2010年まで同音楽大学の学長を歴任後、2011年に教授職を辞した。1986年から1991年までベルリン交響楽団専属の独奏者であった。